# Anatoma yaroni
Anatoma yaroni is een slakkensoort uit de familie van de Anatomidae. De wetenschappelijke naam van de soort is voor het eerst geldig gepubliceerd in 1986 door Herbert.